# Cezarówka (Jaworzno)
Cezarówka – część oraz dzielnica Jaworzna, w małopolskiej części województwa śląskiego, w południowej Polsce. Położona jest w południowo-wschodniej części miasta w rejonie tradycyjnie zaliczanym do Małopolski. Dzielnica ma głównie charakter mieszkaniowy z elementami zabudowy jednorodzinnej i rolniczej. Została włączona w granice miasta w 1977 r.
Przyjęto podział dzielnicy na: Cezarówkę Górną (SIMC 0940424) i Cezarówkę Dolną (SIMC 0940418) (z częściami Szlaban i Dąbrowa). Obie części przedziela las Dąbrowa, przez co do każdej z nich najlepiej dostać się od innej strony.

## Położenie
Cezarówka graniczy od północy z dzielnicą Koźmin, od wschodu z wsią Balin oraz Chrzanowem, należącymi już do woj. małopolskiego. Od południa z Libiążem, także należącym do woj. małopolskiego. Od zachodu graniczy z dzielnicami: Jeleń oraz Byczyna.
Przez tę dzielnicę przebiega droga krajowa nr 79, łącząca Warszawę z Bytomiem. Także w tej dzielnicy znajduje się niepełny węzeł Byczyna – zjazd i wjazd na autostradę A4 w kierunku z i do Krakowa.
W południowej części dzielnicy wznosi się wzgórze Korzeniec.

## Historia
Dawniej Cezarówka była przysiółkiem wsi Balin w gminie Trzebinia w powiecie chrzanowskim w województwie krakowskim. Cezarówkę Dolną odłączono od Balina w 1954 roku, a Cezarówkę Górną w 1965 roku. Obie do końca 1972 roku znajdowały się w gromadzie Byczyna. W 1971 roku Cezarówka Dolna liczyła Dolna liczyła 277 mieszkańców Górna liczyła 235 mieszkańców a Cezarówka Górna 277 mieszkańców.
W latach 1973–1977 Cezarówka Dolna i Cezarówka Górna były sołectwami w gminie Byczyna w powiecie chrzanowskim w woj. krakowskim. 1 lutego 1977, wraz ze zniesieniem gminy Byczyny, włączone zostały do Jaworzna.